# Culicoides polynesiae
Culicoides polynesiae är en tvåvingeart som beskrevs av Wirth och Arnaud 1969. Culicoides polynesiae ingår i släktet Culicoides och familjen svidknott.
Artens utbredningsområde är Amerikanska Samoa. Inga underarter finns listade i Catalogue of Life.